# グーシュ・エムニム
グーシュ・エムニム（Gush_Emunim, ヘブライ語：גּוּשׁאֱמוּנים, Bloc of the Faithful）は、イスラエルの右派でユダヤ教正統派の活動団体でヨルダン川西岸、ガザ地区とゴラン高原でユダヤ人の入植地を建設に取り組んでいた。

## 解説
正式な組織として設立されたのは1974年のヨム・キプール戦争の後であったが、グシュ・エムニムは1967年の6日間戦争をきっかけに生まれ、ユダヤ人入植を奨励していた。宗教的な側面では、神はユダヤ人がイスラエルの土地に住むことを望んでおり、ユダヤ人が祖先の故郷に戻る機会として、聖書のユダヤとサマリアのような土地を返還したという信念であった。もうひとつの戦略的な側面においては、1967年より前のイスラエルの境界線が、東西の最も幅の狭いところでわずか10kmしかないという観点で違法な入植活動を進めた。
グーシュ・エムニムはもはや公式には存在しないが、イスラエルの政治と社会にはその影響力の名残が残っている。